# Kaishintō
El Kaishintō (改進党?   «Partido Reformista») fue un partido político de Japón que existió en la década de 1950, en los primeros años de posguerra.

## Historia
El partido se estableció el 8 de febrero de 1952 como una fusión del Partido Nacional Democrático y el Club Shinsei, junto con la mayoría de los miembros de la Dieta pertenecientes al Partido Cooperativo de Agricultores. En mayo, Mamoru Shigemitsu fue elegido presidente del partido.
Teniendo 69 escaños, el partido aumentó a 85 en las elecciones generales de 1952. Sin embargo, en las elecciones de 1953 perdieron nueve escaños, aunque ganó ocho escaños en la Cámara de Consejeros.
En noviembre de 1954 se fusionó con el Partido Liberal de Japón y un grupo de miembros de la Dieta del Partido Liberal para formar el Partido Democrático de Japón.